# ملعب نيولاندز
ملعب نيولاندز، المُعروف إليه حاليًا باسم DHL نيولاندز لأسباب تتعلق بالرعاية،  يقع في كيب تاون، جنوب أفريقيا . يستوعب الاستاد حاليًا 51900 مُتفرج.

## التاريخ
قرار شراء الأرض التي تم بناء الملعب عليها اتخذ من قبل المقاطعة الغربية للرجبي واتحاد كرة القدم في عام 1888. جرت أول مباراة رسمية في نيولاندز في 31 مايو 1890 عندما هزم ستيلينبوش القرويين هناك أمام حشد من حوالي 2400 مُتفرج. في العام التالي، استضاف الملعب أول اختبار للرجبي عندما قام نادي الأسود البريطاني بجولة في جنوب أفريقيا.